# هيرفوردشير
 هيرفوردشير  هي مقاطعة إنجليزية تاريخية تقع في منطقة غرب الوسط. لها حدود مع شروبشير في الشمال، وسترشير في الشرق، غلوسترشير في الجنوب الشرقي، ومقاطعات ويلز جوينت في الجنوب الغربي وبوويز في الغرب. مدينة هيريفورد بها كاتدرائية وهو عاصمة مقاطعة؛ التي يبلغ عدد سكانها حوالي 50،000 نسمة وهو أيضا أكبر مدنها.
المقاطعة هي واحدة من المناطق الريفية وكما أنها قليلة الكثافة السكانية، بمعدل 82 نسمه/كم2. المقاطعة معروفة جيدا بإنتاجها للفواكه وإنتاجها لمشروب سيدر، كما أنها الموطن الأصلي لسلالة أبقار هيريفورد.
عدد السكان 179,300 نسمه. والمساحة الكلية 2,180 كم2.

## أعلام
- ماري إليزابيث هاوكر
- جون كوبر
- جيمس السادس والأول
- ويليام آدامز
- جون ماسفيلد
- جيرالد لوكسلي
- كيت بليس
- ويليام بروكتر
- روجر مورتيمر
- كريس لورانس